# Kittrell (Karolina Północna)
Kittrell – miasto w Stanach Zjednoczonych, w stanie Karolina Północna, w hrabstwie Vance.